# Denting
Denting [dɑ̃tɛ̃] est une commune française située dans le département de la Moselle et le bassin de vie de la Moselle-est, en région Grand Est.

## Géographie
|                | Ottonville |             |
| Boulay-Moselle | Denting    | Coume       |
| Momerstroff    |            | Niedervisse |

Le village se situe entre Coume et Boulay-Moselle, le chef-lieu du canton de Boulay-Moselle. Une route secondaire permet de relier le village voisin de Téterchen. La localité est traversée par le ruisseau du Kaltbach.

### Hydrographie
La commune est située dans le bassin versant du Rhin au sein du bassin Rhin-Meuse. Elle est drainée par l'Ellbach.
L'Ellbach, d'une longueur totale de 14,3 km, prend sa source dans la commune de Obervisse et se jette  dans la Nied à Hinckange en limite avec Guinkirchen, après avoir traversé sept communes.

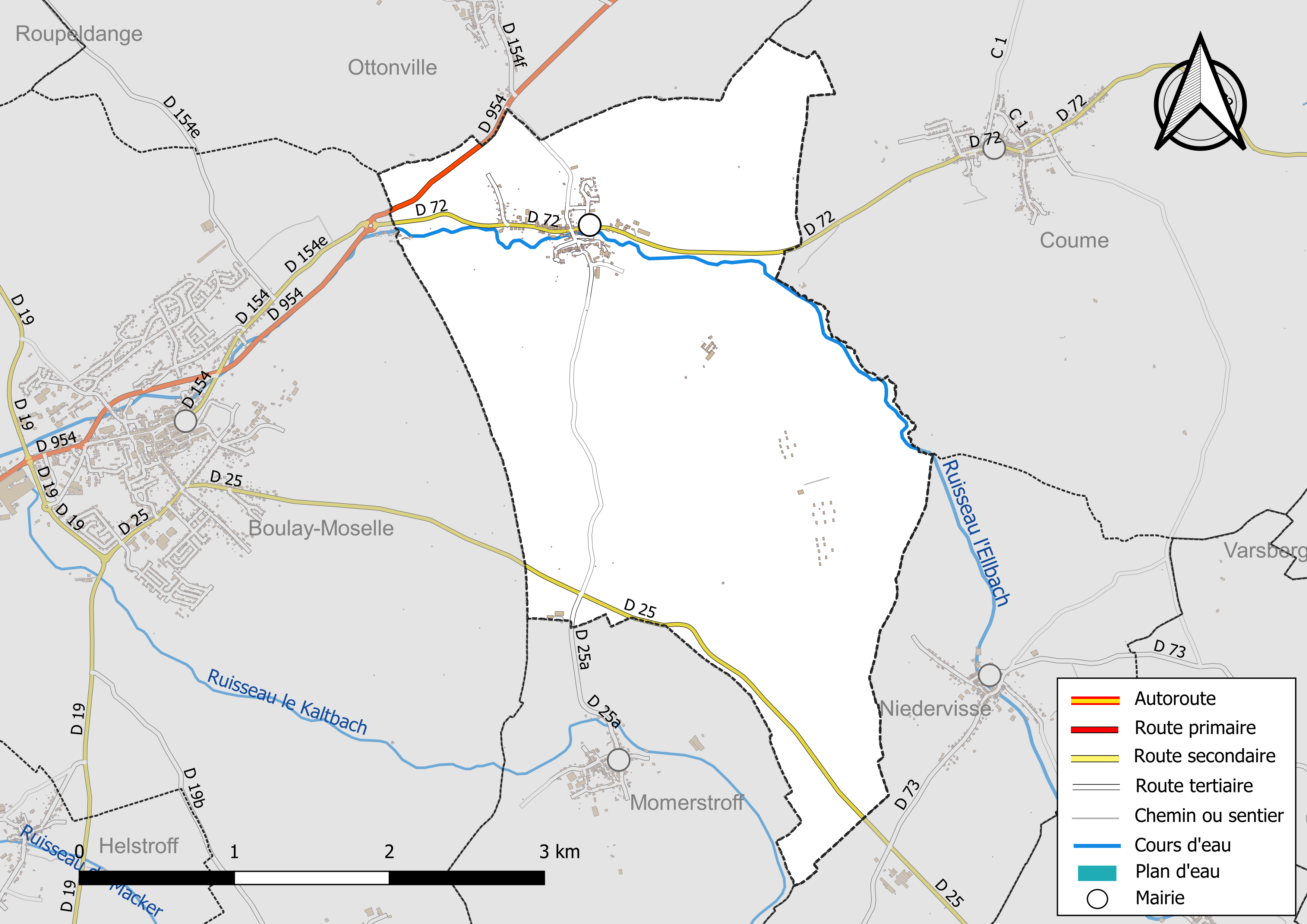
Réseaux hydrographique et routier de Denting.

La qualité du ruisseau l'Ellbach peut être consultée sur un site spécial géré par les agences de l’eau et l’Agence française pour la biodiversité.

### Climat
Pour des articles plus généraux, voir Climat du Grand Est et Climat de la Moselle.
En 2010, le climat de la commune est de type climat des marges montargnardes, selon une étude du Centre national de la recherche scientifique s'appuyant sur une série de données couvrant la période 1971-2000. En 2020, Météo-France publie une typologie des climats de la France métropolitaine dans laquelle la commune est exposée à un climat semi-continental et est dans la région climatique  Lorraine, plateau de Langres, Morvan, caractérisée par un hiver rude (1,5 °C), des vents modérés et des brouillards fréquents en automne et hiver. 
Pour la période 1971-2000, la température annuelle moyenne est de 9,6 °C, avec une amplitude thermique annuelle de 16,8 °C. Le cumul annuel moyen de précipitations est de 874 mm, avec 12,2 jours de précipitations en janvier et 9,3 jours en juillet. Pour la période 1991-2020, la température moyenne annuelle observée sur la station météorologique de Météo-France la plus proche, « Seingbouse », sur la commune de Seingbouse à 23 km à vol d'oiseau, est de 10,5 °C et le cumul annuel moyen de précipitations est de 731,4 mm. 
La température maximale relevée sur cette station est de 37,9 °C, atteinte le 25 juillet 2019 ; la température minimale est de −17 °C, atteinte le 20 décembre 2009,,. 
Les paramètres climatiques de la commune ont été estimés pour le milieu du siècle (2041-2070) selon différents scénarios d'émission de gaz à effet de serre à partir des nouvelles projections climatiques de référence DRIAS-2020. Ils sont consultables sur un site spécial publié par Météo-France en novembre 2022.

## Urbanisme

### Typologie
Au 1er janvier 2024, Denting est catégorisée commune rurale à habitat dispersé, selon la nouvelle grille communale de densité à sept niveaux définie par l'Insee en 2022.
Elle est située hors unité urbaine. Par ailleurs la commune fait partie de l'aire d'attraction de Metz, dont elle est une commune de la couronne,. Cette aire, qui regroupe 245 communes, est catégorisée dans les aires de 200 000 à moins de 700 000 habitants,.

### Occupation des sols
L'occupation des sols de la commune, telle qu'elle ressort de la base de données européenne d’occupation biophysique des sols Corine Land Cover (CLC), est marquée par l'importance des territoires agricoles (77,9 % en 2018), en diminution par rapport à 1990 (81,1 %). La répartition détaillée en 2018 est la suivante : 
terres arables (66,3 %), forêts (18,9 %), prairies (11,6 %), zones urbanisées (3,2 %). L'évolution de l’occupation des sols de la commune et de ses infrastructures peut être observée sur les différentes représentations cartographiques du territoire : la carte de Cassini (XVIIIe siècle), la carte d'état-major (1820-1866) et les cartes ou photos aériennes de l'IGN pour la période actuelle (1950 à aujourd'hui).

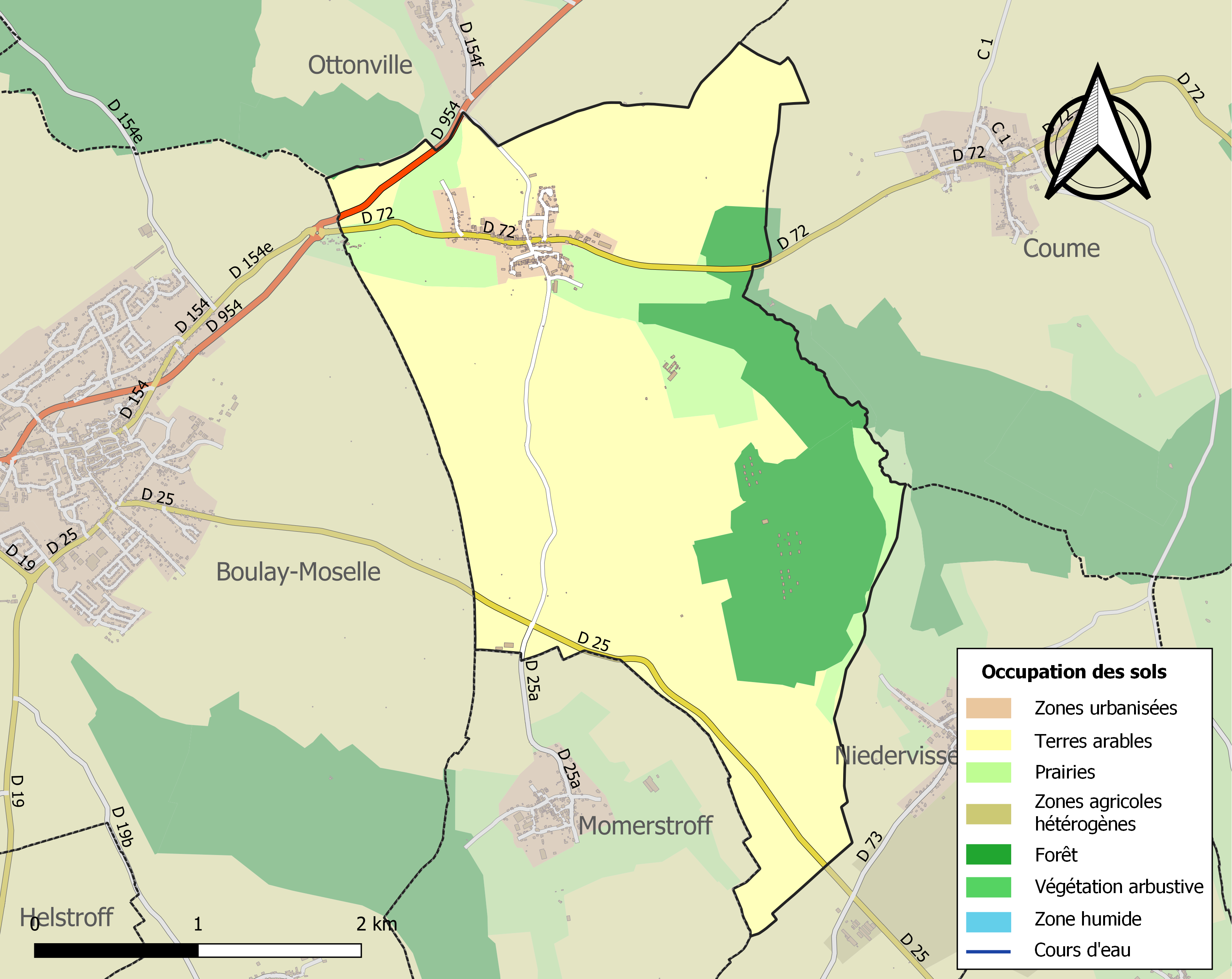
Carte des infrastructures et de l'occupation des sols de la commune en 2018 (CLC).

## Toponymie
- D'un nom de personne germanique Dandus suivi du suffixe -ingen/-ing[14].
- Denting (1544), Dettingen (1571), Deitingen (1594), Dentingue (1682), Dinting (1756 et 1793), Deseting (1801), Dentingen (1871-1918 et 1940-1944). En allemand : Dentingen[15].
- Les noms Dintinger et Dentinger désignaient autrefois les habitants du village.
- Welling (ancien hameau et ferme) : Wellingen en 1594[15], Villing[15].

## Histoire
Durant l'Ancien Régime, le village dépend de l'ancien comté de Créhange, qui est rattaché au royaume de France depuis 1793 seulement. Pendant la Seconde Guerre mondiale, l'ancienne caserne du 146e régiment d'infanterie sert de camp d'internement de prisonniers soviétiques entre 1941 et 1944, sous le nom de camp du Ban-Saint-Jean. Durant l'annexion de 1871 et la période 1940-1944, le village est nommé Dentingen.

### Cultes
La chapelle de l'ancien village de Wellingen, dédiée à saint Henri, est la survivance de l'ancienne église-mère de cette localité, dévastée au cours de la guerre de Trente Ans et dont l'ermitage est cité en 1660. L'édifice présente les stations des sept chutes du Christ, sculptées par un ermite. La couronne de fer de saint Henri était imposée autrefois lors du pèlerinage. L'ancien ossuaire, situé à proximité de la chapelle et datant du XVe siècle, est détruit durant les bombardements de 1944-1945 ; les vestiges sont classés monument historique depuis le 29 septembre 1923.
L'église paroissiale, dédiée à saint Jean-Baptiste, est construite en 1791, le mobilier sculpté actuel étant installé en 1900.

## Politique et administration

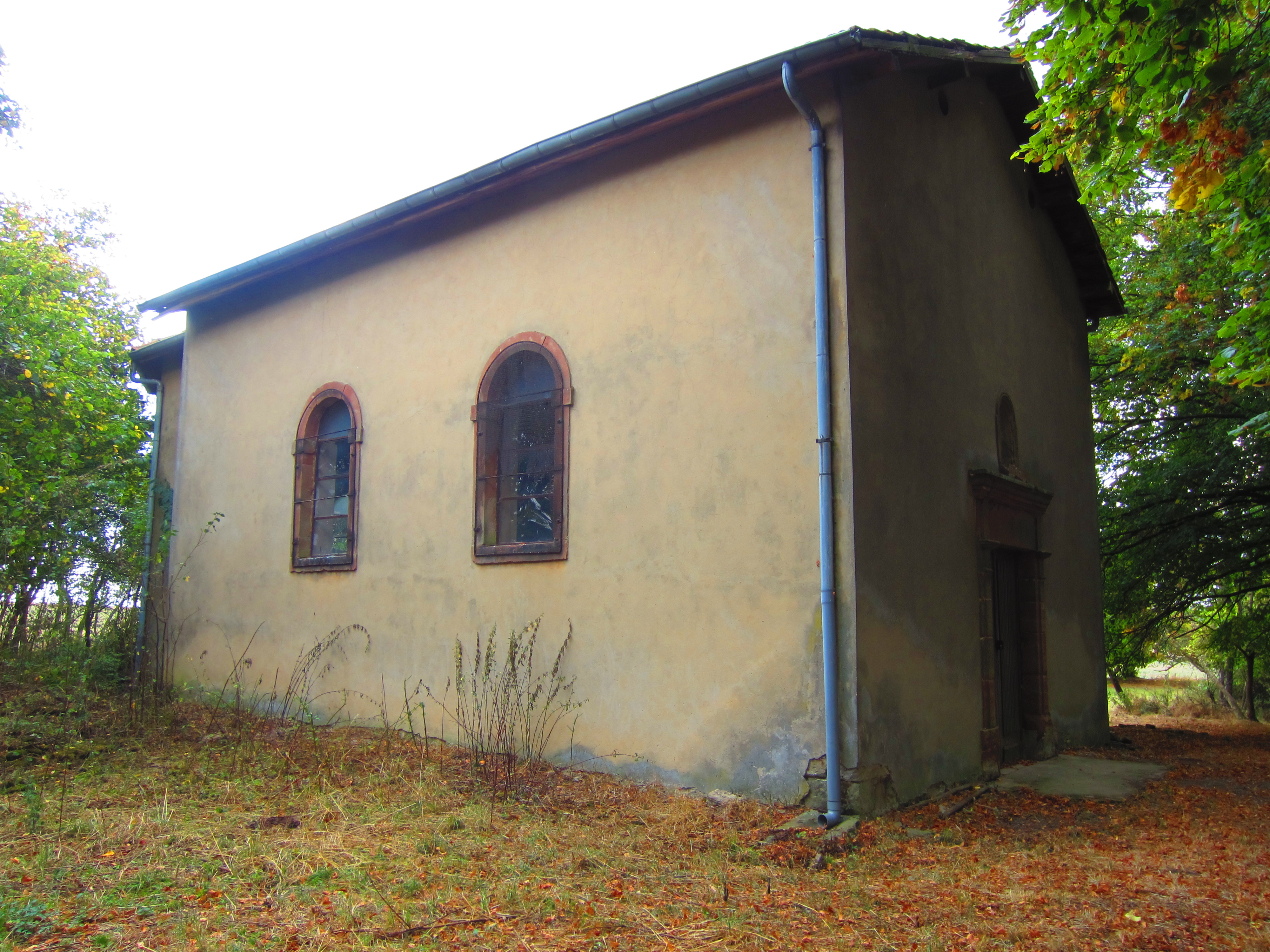
Chapelle de Welling.

| Période                                  | Période   | Identité      | Étiquette | Qualité |
| ---------------------------------------- | --------- | ------------- | --------- | ------- |
| Les données manquantes sont à compléter. |           |               |           |         |
| mars 1983                                | mars 2008 | Edmond Muller |           |         |
| mars 2008                                |           | Alain Albert  |           |         |

## Population et société

### Démographie
L'évolution du nombre d'habitants est connue à travers les recensements de la population effectués dans la commune depuis 1793. Pour les communes de moins de 10 000 habitants, une enquête de recensement portant sur toute la population est réalisée tous les cinq ans, les populations de référence des années intermédiaires étant quant à elles estimées par interpolation ou extrapolation. Pour la commune, le premier recensement exhaustif entrant dans le cadre du nouveau dispositif a été réalisé en 2007.

En 2022, la commune comptait 273 habitants, en évolution de +1,11 % par rapport à 2016 (Moselle : +0,52 %, France hors Mayotte : +2,11 %).
| 1793 | 1800 | 1806 | 1821 | 1836 | 1841 | 1861 | 1866 | 1871 |
| ---- | ---- | ---- | ---- | ---- | ---- | ---- | ---- | ---- |
| 422  | 368  | 387  | 383  | 399  | 398  | 384  | 370  | 349  |

| 1875 | 1880 | 1885 | 1890 | 1895 | 1900 | 1905 | 1910 | 1921 |
| ---- | ---- | ---- | ---- | ---- | ---- | ---- | ---- | ---- |
| 353  | 333  | 286  | 266  | 245  | 269  | 241  | 245  | 227  |

| 1926 | 1931 | 1936 | 1946 | 1954 | 1962 | 1968 | 1975 | 1982 |
| ---- | ---- | ---- | ---- | ---- | ---- | ---- | ---- | ---- |
| 203  | 203  | 432  | 203  | 439  | 292  | 311  | 370  | 366  |

| 1990 | 1999 | 2006 | 2007 | 2012 | 2017 | 2022 | - | - |
| ---- | ---- | ---- | ---- | ---- | ---- | ---- | - | - |
| 207  | 207  | 197  | 195  | 264  | 274  | 273  | - | - |

### Manifestations culturelles et festivités
Chaque année, Denting accueille une fête rassemblant près de 1000 personnes à l'occasion des feux de la Saint-Jean.

## Culture locale et patrimoine

### Lieux et monuments

#### Édifices civils

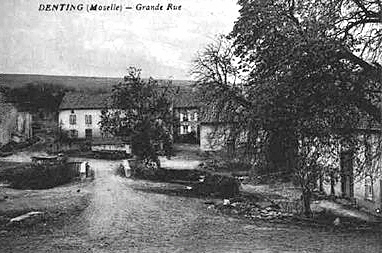
La Grande-Rue du village au début du XXe siècle.

- Le petit ouvrage de Denting de la ligne Maginot.
- Les vestiges du camp du Ban-Saint-Jean.
- Les vestiges de l'ancien ossuaire de Welling datant du XVe siècle sont classés au titre des monuments historiques par arrêté du 29 septembre 1923[22].
- Ancien cimetière Israélite.

#### Édifices religieux
- Chapelle de Welling, restaurée et animée par une association.
- Église paroissiale Saint-Jean-Baptiste, construite en 1791. Orgues Dalstein-Haerpfer de 1864.

## Pour approfondir